# Ma Loute
Pour plus de détails, voir Fiche technique et Distribution.
Ma Loute est un film français écrit et réalisé par Bruno Dumont, sorti en 2016.
En 2017, le film est nommé neuf fois aux César, dont ceux du meilleur film, de la meilleure réalisation et du meilleur acteur, mais n'obtient aucune récompense.

## Synopsis
Été 1910. En baie de la Slack sur la Côte d'Opale, l'inspecteur Machin et son adjoint Malfoy enquêtent sur de mystérieuses disparitions. Ils se retrouvent, malgré eux, au milieu d’une histoire d’amour entre Ma Loute, fils aîné d’une famille de pêcheurs aux mœurs particulières, et Billie Van Peteghem, enfant d’une famille de riches bourgeois tourquennois décadents.

## Fiche technique
- Titre : Ma Loute
- Réalisation : Bruno Dumont
- Scénario : Bruno Dumont
- Son : Philippe Lecoeur[1],  Emmanuel Croset
- Directeur de la photographie : Guillaume Deffontaines
- Décors : Riton Dupire-Clément
- Montage : Bruno Dumont et Basile Belkhiri
- Casting : Clément Morelle
- Casting filles Van Peteghem : Catherine Charrier
- Sociétés de production : 3B Productions, Arte France, Le Fresnoy, Pictanovo (région Nord-Pas-De-Calais), Twenty Twenty Vision Filmproduktion GmbH, en association avec les SOFICA Cinémage 10 et Cofinova 12
- Société de distribution : Memento Films Distribution ( France) et Praesens-Film ( Suisse)
- Pays d'origine :  France
- Langue : français / ch’ti
- Genre : comédie
- Durée : 122 minutes
- Date de sortie : 13 mai 2016

## Distribution
- Fabrice Luchini : André Van Peteghem
- Juliette Binoche : Aude Van Peteghem, sœur d’André
- Valeria Bruni Tedeschi : Isabelle Van Peteghem, épouse d’André et sa cousine
- Jean-Luc Vincent : Christian Van Peteghem, cousin d’André et son beau-frère
- Brandon Lavieville : « Ma Loute » Brufort
- Thierry Lavieville : « L’Éternel » Brufort, père de la famille
- Caroline Carbonnier : la mère Brufort
- Raph : Billie Van Peteghem, enfant d’Aude et d’André
- Lauréna Thellier : Gaby Van Peteghem, fille d’André et Isabelle
- Manon Royère : Blanche Van Peteghem, fille d’André et Isabelle
- Didier Despres : Inspecteur de police Alfred Machin
- Cyril Rigaux : Malfoy, adjoint de l’inspecteur Machin
- Laura Dupré : Nadège, la domestique des Van Peteghem

## Projet et réalisation

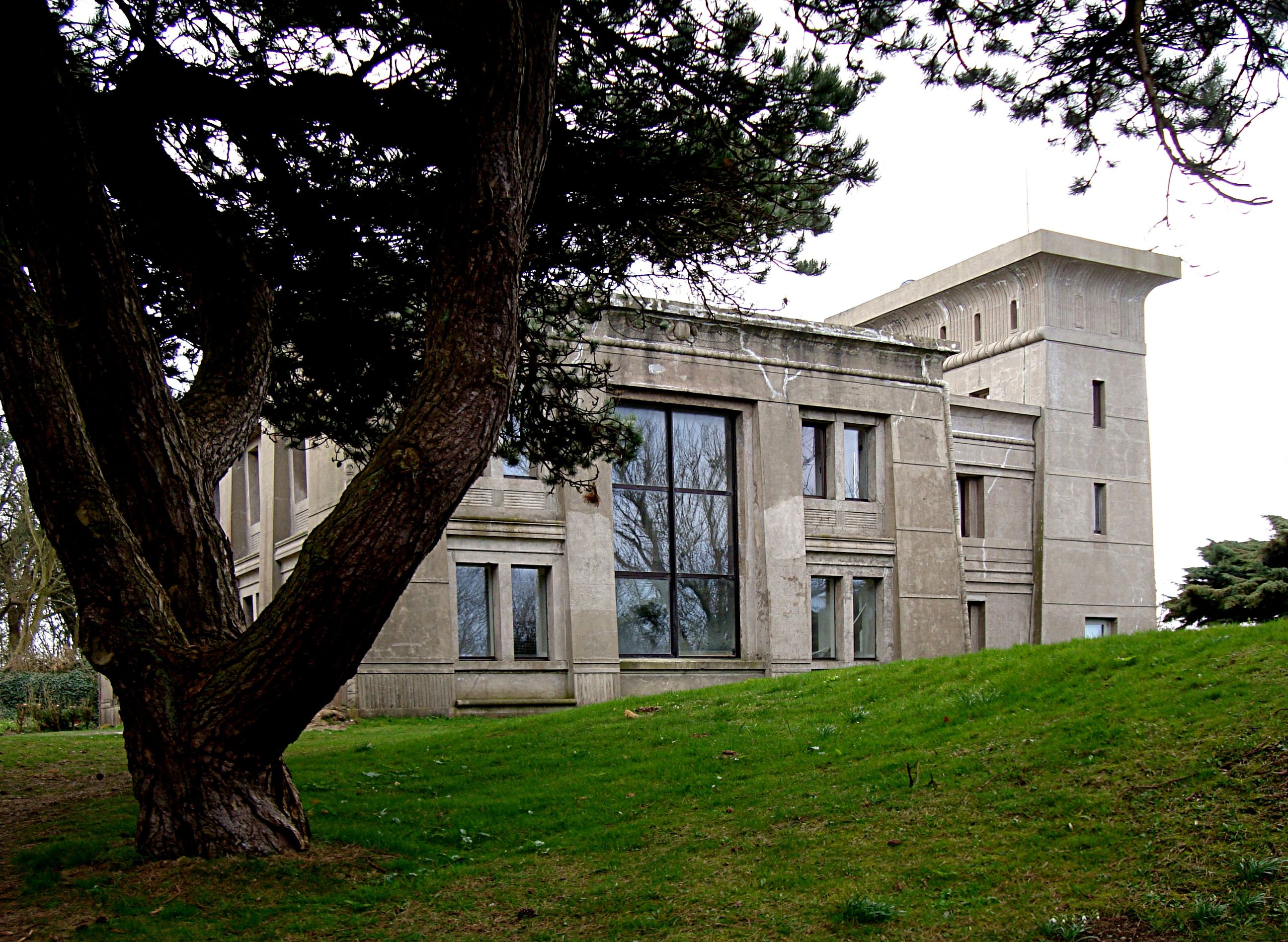
Le Typhonium de Wissant, construit en 1891, et maison de famille des Van Peteghem, dans le film.

Le film a été tourné dans le département du Pas-de-Calais :
- villa le Typhonium et dunes de Wissant ;
- dans la baie d'Ambleteuse et dans les dunes de la Slack ;
- sur la plage de Wimereux ;
- au Cran Poulet à Audinghen ;
- au Cran d'Escalles ;
- au Cran du Noirda à Audresselles ;
- au château d'Hardelot ;
- à Bazinghen ;
- dans le port de Boulogne-sur-Mer.

## Distinctions

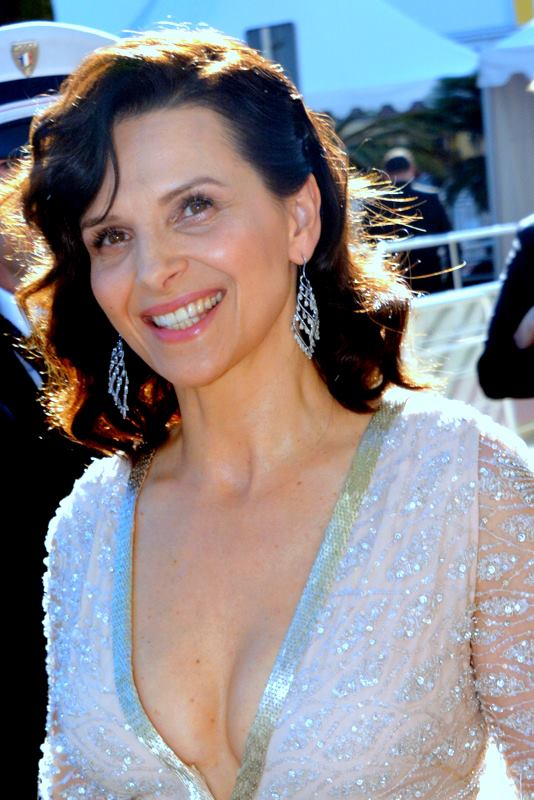
L'actrice Juliette Binoche pour la présentation du film au Festival de Cannes 2016.

### Distinctions
- Festival de Cannes 2016 : sélection officielle, en compétition
- Classé no 5 dans le Top 10 2016 des Cahiers du Cinéma[3].

### Nominations
- Prix Lumières 2017 : nomination au Prix Lumière de la révélation féminine pour Raph
- Nommé dans neuf catégories lors de la cérémonie des César 2017 :
  - César du meilleur film
  - César du meilleur réalisateur
  - César du meilleur scénario original
  - César du meilleur acteur pour Fabrice Luchini
  - César de la meilleure actrice dans un second rôle pour Valeria Bruni Tedeschi
  - César du meilleur espoir féminin pour Raph
  - César des meilleurs décors pour Riton Dupire-Clément
  - César des meilleurs costumes pour Alexandra Charles
  - César de la meilleure photographie pour Guillaume Deffontaines

## Autour du film
Pour la Cinémathèque française, Ma Loute est un film « à la fois inspiré par le cinéma muet et Affreux, sales et méchants d'Ettore Scola [...] avec le beau personnage de Billie/Raph ».
Le critique Jacques Mandelbaum suit la production du film pendant deux ans et publie sur le site du journal Le Monde, lors de la présentation du film au festival de Cannes, un reportage Grand Format en six parties dont le titre générique est Les Carnets de route de Ma Loute.